# 래번 베이커

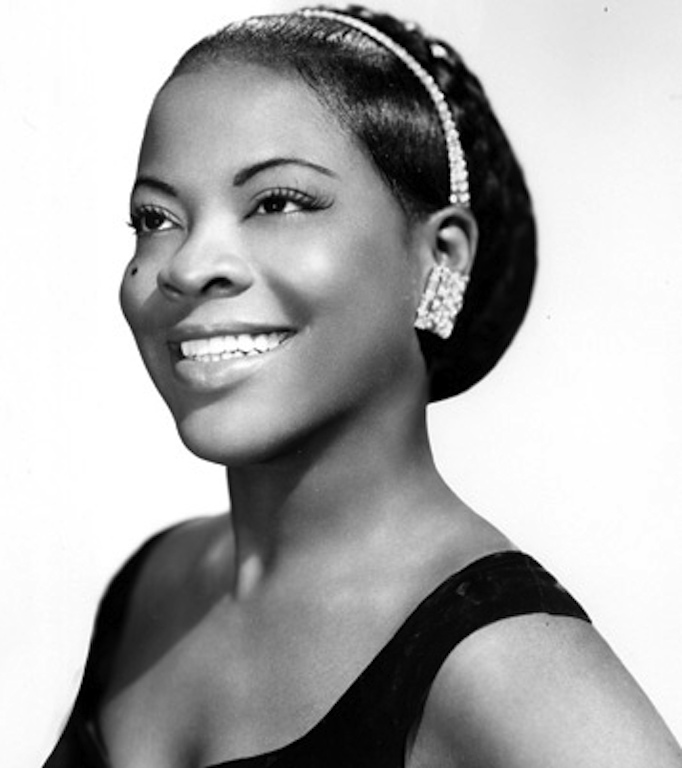

래번 베이커(LaVern Baker, 1929년 11월 11일 ~ 1997년 3월 10일)는 미국의 배우, 음악가, 텔레비전 배우, 영화배우, 가수이다.
시카고에서 태어났으며 퀸스에서 사망하였다. 사인은 심혈관계 질환이다.